# Scopula beccarii
Scopula beccarii là một loài bướm đêm trong họ Geometridae.